# Nervios sensitivos
Los nervios sensitivos  se encargan de conducir las exaltaciones del exterior hacia los centros nerviosos. Son escasos. Como ejemplo de nervio sensitivo puro podemos citar el nervio de Wrisberg, que conduce al cerebro la sensibilidad de las glándulas salivales.
Los nervios sensitivos llevan al SNC información, del medio externo por medio de los sentidos y también información del medio interno.
Los nervios se originan en el Encéfalo en número de 12 pares. Algunos funcionan como sensitivos, otros motores y otros mixtos. 
- Nervios sensitivos:

- - Nervio olfatorio: es sensitivo y conduce las sensaciones olfatorias desde la mucosa pituitaria de la nariz hasta la zona olfatoria de la corteza cerebral.
  - Nervio óptico: es sensitivo y conduce las sensaciones visuales desde la retina de los ojos hasta la corteza del lóbulo occipital de cada hemisferio cerebral donde se localiza la zona de la visión.
  - Nervio acústico: es sensitivo y percibe los estímulos sonoros a nivel del oído interno y lo transmite a la corteza cerebral. Una de sus ramas está asociada con el sentido del equilibrio.

- Nervios mixtos:

son los nervios que cumplen la función sensitiva y motora.
- - Nervio trigémino: es mixto y sus fibras motoras inervan a los músculos masticadores. Sus fibras sensitivas reciben estímulos térmicos, táctiles de la piel de la cara y de las mucosas bucal y nasal.
  - Nervio facial: es mixto y sus fibras motoras inervan a los músculos de la cara cuyos movimientos determinan las expresiones y sus fibras sensitivas transmiten las sensaciones gustativas producidas en los 2/3 anteriores de la lengua.
  - Nervio glosofaríngeo: es mixto. Sus fibras motoras inervan a los músculos de la faringe y a las glándulas salivales parótidas estimulando su secreción y sus fibras sensitivas perciben las sensaciones gustativas originadas en el tercio posterior de la lengua.
  - Nervio neumogástrico o vago: es mixto. Sus fibras motoras inervan la musculatura cardíaca, la de los bronquios y la del aparato digestivo y sus fibras sensitivas están relacionadas con los centros respiratorio, vasomotor y del vómito, ubicados en el bulbo. Está íntimamente relacionado con el sistema nervioso autónomo.
  - Nervio espinal: es mixto, transporta señales motoras, sensoriales y autónomas (o simpáticas) entre la médula espinal y el cuerpo.

- Datos: Q2635510